# Вале Капрара (Рим)
Вале Капрара је насеље у Италији у округу Рим, региону Лацио.
Према процени из 2011. у насељу је живело 60 становника. Насеље се налази на надморској висини од 323 м.